# 大山塘岛
大山塘岛，位于中华人民共和国浙江省东北部舟山群岛崎岖列岛中的一座岛屿，隶属于浙江省嵊泗县洋山镇管辖。大山塘岛地处大洋山以西2.1千米，距大陆最近点31.1千米。岛屿形似“如意”，长1100米，最宽处550米，海岸线长3.46千米，陆地面积0.355平方千米，最高点海拔77.0米。2000年以后，大山塘岛作为建设洋山深水港的石料基地被开发，岛上山体已被开平，开采主体为嵊泗大洋花岗石有限公司大山塘采石场。